# Wassen (kaartterm)

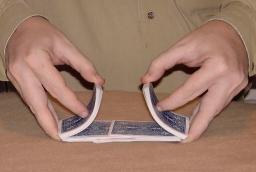
Wassen voor bridge

Het wassen of schudden van speelkaarten is een manier om de kaarten in een willekeurige en onvoorspelbare volgorde te brengen, wat bij de meeste kaartspellen nodig is. 
Het wassen gebeurt meestal door de speler die ook de gever is.
Een populaire methode, bijvoorbeeld bij poker, is dat men de kaarten op een stapeltje in een hand houdt en ze in de andere hand gooit, steeds een aantal kaarten tegelijk. Dit wordt een paar keer herhaald.
Bij bridge geldt deze methode als incorrect. Men maakt twee stapeltjes, ongeveer even hoog. Beide worden met de duimen iets 
opgetild, waarna men de kaarten door elkaar op tafel laat vallen, zoals in de afbeelding. Ook deze procedure wordt een paar keer herhaald.
Een kinderlijke methode van wassen is door de kaarten over de tafel uit te spreiden en vervolgens met beide handen in cirkelvormige bewegingen door elkaar te halen.
Na het wassen komt het couperen. De gever legt de stapel voor een tegenstander. Deze neemt er een aantal kaarten af. De gever legt de afgenomen kaarten onder de overige kaarten. Daarna kan het geven beginnen.